# Ligne verte (Israël)
Pour les articles homonymes, voir Ligne verte.
On appelle couramment ligne verte la ligne de démarcation établie après la guerre israélo-arabe de 1948-1949 entre les forces armées israéliennes et les forces armées arabes par les quatre accords d'armistice conclus en 1949 entre Israël d'une part et les États de Syrie, Liban, Transjordanie et Égypte d'autre part. 
Officiellement appelée ligne d'armistice de 1949, elle est aussi désignée, depuis la guerre des Six-Jours de 1967, comme frontière pré-1967,,, 
Son tracé a pour effet d'accroître la « superficie effective » de l'État d'Israël par rapport à ce que prévoyait le plan de partage de la Palestine adopté par l'ONU en 1947, et de diviser la zone internationale de Jérusalem en deux secteurs, Jérusalem-Ouest administré par Israël, et Jérusalem-Est administré par la Jordanie jusqu'en 1967,.

## Appellations
Le pluriel « lignes d'armistice de 1949 » est usité,,, notamment pour signifier que son tracé résulte de quatre accords bilatéraux ou pour désigner celles de ses portions qui ne recouvrent pas la limite de l'ancienne Palestine mandataire.
Elle est aussi connue comme la « frontière de 1967 »,,, lié avec l'expression « ligne du 4 juin 1967 » également usitée, de même que le pluriel « lignes du 4 juin 1967 »,, par référence au 4 juin 1967, veille du début de la guerre des Six Jours. L'historien français Henry Laurens relève toutefois que si, pour les États arabes, telle la Syrie, les lignes du 4 juin 1967 correspondent aux lignes d'armistice résultant des accords bilatéraux signés en 1949, il en va autrement pour l'État d'Israël : en effet, pour celui-ci, la « localisation » des lignes du 4 juin 1967 doit tenir compte de la « disposition effective des forces » à cette date.
Elle est souvent appelée la « ligne verte » en raison de la couleur retenue pour la tracer sur les cartes annexées aux accords. L'usage consistant à tracer sur une carte un liseré vert figurant une future frontière date de la fin du XIXe siècle : ainsi, l'homme politique français Jean-Louis Masson relate le liseré vert tracé, fin octobre 1870, par l'état-major prussien pour figurer, sur une carte, la future frontière franco-allemande.

## Histoire
Les accords d'armistice établissaient clairement (à la demande insistante des pays arabes) que les lignes arrêtées sur le terrain au moment de l'armistice, et marquées au feutre vert sur la carte lors des discussions, ne constitueraient pas des frontières permanentes ou de jure, ni ne seraient préjudiciables à des revendications territoriales pour de futurs accords qui seuls prévaudraient (formulation explicite, par exemple, dans l'article VI de l'accord d'armistice israélo-jordanien du 3 avril 1949).
En 1988, la Jordanie a renoncé à toute revendication sur des territoires situés à l'ouest du Jourdain, c'est-à-dire la Cisjordanie  et Jérusalem-Est. Aujourd'hui, la ligne verte ne désigne toujours pas des frontières internationalement reconnues de l'État d'Israël sur les portions qui jouxtent la Cisjordanie, la bande de Gaza et le plateau du Golan, mais elle est considérée comme la base des paramètres de négociation dans le processus des accords d'Oslo pour les frontières d'un futur État palestinien.
Par ailleurs, le tracé controversé de la barrière de séparation, construite par Israël depuis 2002, ne suit la ligne verte que sur 20 % de son tracé, englobant des blocs de colonies israéliennes, des villages et des terrains agricoles palestiniens.

La résolution 2334 du Conseil de sécurité des Nations unies, votée le 23 décembre 2016, se réfère à la ligne verte comme la frontière de 1967 : 

« Constatant avec une vive préoccupation que la poursuite des activités de peuplement israéliennes met gravement en péril la viabilité de la solution des deux États fondée sur les frontières de 1967 »

### Conventions d'armistice général
- [Israël et Égypte 1949] (en + fr) « Convention d'armistice général (avec annexes et lettres d'accompagnement), signée à Rhodes, le 24 février 1949 », dans Recueil des traités : traités et accords internationaux enregistrés ou classés et inscrits au répertoire au Secrétariat de l'Organisation des Nations Unies, vol. 42, 1949 (lire en ligne [PDF]), 1re partie (« Traités et accords internationaux enregistrés du 21 septembre 1949 au 6 octobre 1949 »), texte no 654 (« Israël et Égypte »), p. 251-285 :En pages paires : texte officiel en anglais communiqué par le représentant permanent d'Israël auprès de l'Organisation des Nations Unies.
En pages impaires : traduction en français.
- [Israël et Liban 1949] (en + fr) « Convention d'armistice général (avec annexe), signée à Ras en Nakoura, le 23 mars 1949 », dans Recueil des traités : traités et accords internationaux enregistrés ou classés et inscrits au répertoire au Secrétariat de l'Organisation des Nations Unies, vol. 42, 1949 (lire en ligne [PDF]), 1re partie (« Traités et accords internationaux enregistrés du 21 septembre 1949 au 6 octobre 1949 »), texte no 655 (« Israël et Liban »), p. 287-301 :En pages paires : texte officiel en anglais communiqué par le représentant permanent d'Israël auprès de l'Organisation des Nations Unies.
En pages impaires : texte officiel en français communiqués par le représentant permanent d'Israël auprès de l'Organisation des Nations Unies.
- [Israël et Jordanie 1949] (en + fr) « Convention d'armistice général (avec annexes), signée à Rhodes, le 3 avril 1949 », dans Recueil des traités : traités et accords internationaux enregistrés ou classés et inscrits au répertoire au Secrétariat de l'Organisation des Nations Unies, vol. 42, 1949 (lire en ligne [PDF]), 1re partie (« Traités et accords internationaux enregistrés du 21 septembre 1949 au 6 octobre 1949 »), texte no 656 (« Israël et Jordanie »), p. 302-325 :En pages paires : texte officiel en anglais communiqué par le représentant permanent d'Israël auprès de l'Organisation des Nations Unies.
En pages impaires : traduction en français.
- [Israël et Syrie 1949] (en + fr) « Convention d'armistice général (avec annexes et lettre d'accompagnement), signée à Cote 232, près de Mahanayim, le 20 juillet 1949 », dans Recueil des traités : traités et accords internationaux enregistrés ou classés et inscrits au répertoire au Secrétariat de l'Organisation des Nations Unies, vol. 42, 1949 (lire en ligne [PDF]), 1re partie (« Traités et accords internationaux enregistrés du 21 septembre 1949 au 6 octobre 1949 »), texte no 657 (« Israël et Syrie »), p. 327-351 :En pages paires : textes officiel en anglais communiqués par le représentant permanent d'Israël auprès de l'Organisation des Nations Unies.
En pages impaires : texte officiel en français communiqués par le représentant permanent d'Israël auprès de l'Organisation des Nations Unies.